# Pinelema adunca
Espèce
Synonymes
- Telema adunca Wang & Li, 2010

Pinelema adunca est une espèce d'araignées aranéomorphes de la famille des Telemidae.

## Distribution
Cette espèce est endémique du Guangxi en Chine,. Elle se rencontre dans la grotte Guandi dans le xian de Pingguo à Baise.

## Description
Le mâle holotype mesure 1,60 mm et la femelle paratype 1,50 mm.

## Systématique et taxinomie
Cette espèce a été décrite sous le protonyme Telema adunca par Wang et Li en 2010. Elle est placée dans le genre Pinelema par Zhao, Li et Zhang en 2020.

## Publication originale
- Wang & Li, 2010 :  New species of the spider genus Telema (Araneae, Telemidae) from caves in Guangxi, China. Zootaxa, no 2632, p. 1-45.